# 黄阁站 (广州市)
黃閣站是廣州地鐵4号线的高架車站，於2006年12月30日啟用；車站位於中國廣東省廣州市南沙区黄阁镇黄阁大道市南大道口的西南角。

## 车站結構

### 車站樓層
本站共有3層，地面為黃閣大道、市南大道及車站設備房，地上二層為站廳，地上三層為4號綫月台。
| 地上三层 | 1 站台                   | █4号线 黃村方向（下站：黄阁汽车城）    |  |  |
|          | 岛式站台                 |                                        |  |  |
|          | 2 站台                   | █4号线 南沙客运港方向（下站：蕉门）    |  |  |
|          | 側式站台，平時不對外開放 |                                        |  |  |
| 地上二层 | 站廳                     | 售票機、客服中心、商店、警务室、卫生间 |  |  |
| 地面     | A出入口                  | 車站設備、安检设施                     |  |  |

### 站厅

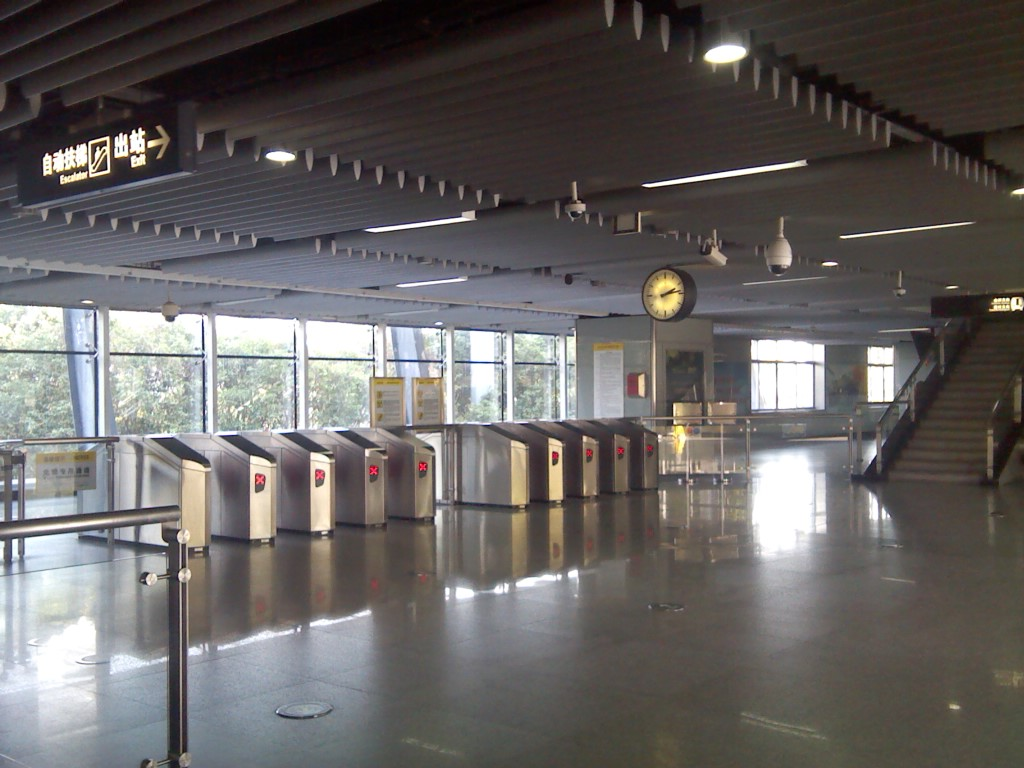
站厅

黄阁站站厅设于地上二层，设有售票机以及客服中心等基本车站设施。
为方便乘客进出，站厅中心偏西处被划分为付费区，站厅收费区设有三台扶手电梯、一组楼梯供乘客前往岛式月台，同时还设有一台扶手电梯以及一组楼梯供乘客前往侧式月台。此外，本站亦设有贯通岛式站台、站厅和地面层的专用电梯，不过在地面层和地上二层的电梯门均设于车站非付费区及站外，使用時需要向车站工作人员協助使用。
另外，本站的卫生间设于站厅付费区内北侧。

### 月台
本站設有一個島式及一個側式月台，位於黄阁大道市南路口的西南側地塊的上空，但目前只使用岛式月台，侧式月台只会在非常特殊的情况下使用，大部分时间不对外开放。
另外，本站南端設有一組雙存車線，當年黃閣站仍為4號線南端終點站時則使用該組存車線折返；本站北端则设有一条渡线。

月台全景图（南沙客運港方向）

### 出入口
黄阁站目前仅设有1个出入口供乘客进出。
|                                           |                                                       |      |          |                                      |
| 編號                                      | 设施                                                  | 照片 | 出口指示 | 建議前往的目的地                     |
| A                                         | 盲道标志 · 升降机标志 · 无障碍通道标志 · 扶手电梯标志 |      | 市南大道 | 黄阁大道、黄阁镇、黄阁地铁站公交车站 |
| 註： 設有 \| 設有 \| 設有 \| 設有扶手電梯 |                                                       |      |          |                                      |

## 接驳交通
| 巴士（黄阁地铁站） \| 编号 \| 编号 \| 线路 \| 线路 \| 线路 \| 收费 \| 备注 \| \| ---- \| ------- \| ------------------ \| ---- \| ---------------- \| ----- \| ---------------------- \| \| \| 南沙G2 \| 蕉门公交总站 \| ⇆ \| 万顷沙公交总站 \| 2元 \| 30分/班 \| \| \| 南沙G3 \| 横沥地铁站公交总站 \| ⇆ \| 榄核公交总站 \| 3元 \| 20–30分/班 \| \| \| 南沙3 \| 南沙湾 \| ⇆ \| 黄阁公交总站 \| 2元 \| \| \| \| 南沙6 \| 金科集美御峰 \| ↻ \| 金科集美御峰 \| 2元 \| 60分/班 \| \| \| 南沙7 \| 金科集美御峰 \| ⇆ \| 沙仔碼頭 \| 2元 \| 30–60分/班 \| \| \| 南沙8 \| 黄沙路北 \| ⇆ \| 珠江电厂 \| 3元 \| 60分/班 \| \| \| 南沙12 \| 珠江电厂 \| ⇆ \| 新兴村委 \| 3元 \| 20–30分/班 \| \| \| 南沙33 \| 榄核公交总站 \| ⇆ \| 南沙中心医院西门 \| 2–4元 \| 25分/班 \| \| \| 南沙38 \| 东涌湖公交总站 \| ⇆ \| 虎门轮渡码头 \| 2元 \| \| \| \| 南沙49 \| 大岗公交总站 \| ⇆ \| 晴海岸 \| 4元 \| \| \| \| 南沙54 \| 雁洲村 \| ⇆ \| 滨海公园 \| 3元 \| \| \| \| 南沙56 \| 聚豪新村 \| ⇆ \| 蕉门公交总站 \| 2元 \| 25分/班 \| \| \| 南沙61 \| 黄山鲁西门 \| ⇆ \| 万科海上明月 \| 2元 \| \| \| \| 南沙70 \| 蕉门公交总站 \| ⇆ \| 番禺市桥汽车站 \| 2–4元 \| \| \| \| 南沙夜1 \| 万科海上明月 \| ↺ \| 丰田汽车厂 \| 3元 \| 南沙61路的夜班公交形式 \| \| \| 番141 \| 番禺市桥汽车站 \| ⇆ \| 江南路 \| 2–5元 \| 20–40分/班 \| |         |                    |      |                  |       |                        |
| 编号 | 编号    | 线路               | 线路 | 线路             | 收费  | 备注                   |
| | 南沙G2  | 蕉门公交总站       | ⇆    | 万顷沙公交总站   | 2元   | 30分/班                |
| | 南沙G3  | 横沥地铁站公交总站 | ⇆    | 榄核公交总站     | 3元   | 20–30分/班             |
| | 南沙3   | 南沙湾             | ⇆    | 黄阁公交总站     | 2元   |                        |
| | 南沙6   | 金科集美御峰       | ↻    | 金科集美御峰     | 2元   | 60分/班                |
| | 南沙7   | 金科集美御峰       | ⇆    | 沙仔碼頭         | 2元   | 30–60分/班             |
| | 南沙8   | 黄沙路北           | ⇆    | 珠江电厂         | 3元   | 60分/班                |
| | 南沙12  | 珠江电厂           | ⇆    | 新兴村委         | 3元   | 20–30分/班             |
| | 南沙33  | 榄核公交总站       | ⇆    | 南沙中心医院西门 | 2–4元 | 25分/班                |
| | 南沙38  | 东涌湖公交总站     | ⇆    | 虎门轮渡码头     | 2元   |                        |
| | 南沙49  | 大岗公交总站       | ⇆    | 晴海岸           | 4元   |                        |
| | 南沙54  | 雁洲村             | ⇆    | 滨海公园         | 3元   |                        |
| | 南沙56  | 聚豪新村           | ⇆    | 蕉门公交总站     | 2元   | 25分/班                |
| | 南沙61  | 黄山鲁西门         | ⇆    | 万科海上明月     | 2元   |                        |
| | 南沙70  | 蕉门公交总站       | ⇆    | 番禺市桥汽车站   | 2–4元 |                        |
| | 南沙夜1 | 万科海上明月       | ↺    | 丰田汽车厂       | 3元   | 南沙61路的夜班公交形式 |
| | 番141   | 番禺市桥汽车站     | ⇆    | 江南路           | 2–5元 | 20–40分/班             |

## 利用状况
本站周围有不少村落，亦临近黄阁镇政府等机关单位，附近还有莲溪凤山公园以及黄阁体育公园，因此主要客流以来往上述地点的客流为主，早晚高峰客流较大。此外亦有乘客利用本站转乘公交来往沙仔岛等地。

## 歷史
本站最早出現在2003年的方案中，当时本站仍为3号线的车站之一。后来局部修改的方案中成为4號綫的一部分并延長至南沙，本站作為新出現的4號線的中途站之一，位置与现时基本一致。
隨後本站随4号线二期工程在2004年4月25日批覆可行性报告。2006年12月30日，4號線二期首通段开通运营，本站正式启用，并作为当时4号线的南端总站。
2007年5月8日，四號綫因應路線延長至金洲，再次暫停服務長達50天，進行全線聯合調試。2007年6月28日，4號線恢復服務，延長至金洲站，同時增設蕉門站。至此4號線二期路段全線通車，本站由原来的南端终点站变成一个中途站。
2021年6月5日，为配合南沙区政府的疫情防控措施和全员核酸检测工作，本站停止对外运营服务；后于当日晚些时候恢复运营，所有出入口调整为只出不入，直至6月7日首班车起恢复。

## 未來發展

### 31號線
根據《南沙综合交通枢纽规划（2020-2035年）》，31號線未來与4号线在本站換乘。但31號線屬於規劃線路，尚無法確定31號線在此處設站的具體位置和換乘方式。